# Glandularia quadrangulata
Glandularia quadrangulata là một loài thực vật có hoa trong họ Cỏ roi ngựa. Loài này được (A.Heller) Umber mô tả khoa học đầu tiên năm 1979.